# هافنلوهر
هافنلوهر (به آلمانی: Hafenlohr) یک شهر در آلمان است که در ماین-اشپسارت واقع شده‌است.